# Suomi NPP
Suomi NPP (en anglais : Suomi National Polar-orbiting Partnership), précédemment connu sous le nom de National Polar-orbiting Operational Environmental Satellite System Preparatory Project (NPP) et NPP-Bridge, est un satellite météorologique exploité par la National Oceanic and Atmospheric Administration (NOAA) avec la participation de la NASA et du département de la Défense (DoD). Conçu initialement comme la tête de série du programme NPOESS commun à ces trois agences, le développement de Suomi NPP est maintenu après l'annulation de ce programme. Le satellite est lancé en 2011 pour garantir la continuité de la collecte des données réalisées par les satellites vieillissants du Earth Observing System (Terra, Aqua...) en attendant la mise au point des satellites météorologiques polaires de type Joint Polar Satellite System (JPSS). Suomi NPP doit également contribuer à mettre au point les instruments qu'utilisent les satellites JPSS et doit fournir des données pour les prévisions météorologiques.

## Historique
En 1994, le programme NPOESS est lancé à l'initiative du gouvernement américain pour développer la prochaine génération de satellites météorologiques en orbite polaire. Ceux-ci doivent remplacer simultanément la famille des satellite NOAA POES civils et des DMSP militaires et ainsi réduire les coûts. Le programme est piloté par les trois agences gouvernementales concernées : la NOAA est chargée de l'ensemble du nouveau programme, l'Armée de l'air américaine des dispositifs de collecte et de traitement des données et la NASA du développement des instruments. Pour réduire les risques, un satellite préparatoire de série NPP (en anglais : NPOESS Preparatory Project) est développé. Le premier contrat pour la réalisation d'un satellite est passé en 2002. Le coût de l'ensemble du programme, qui comprend six satellites et doit s'achever en 2008, est évalué à 7 milliards de dollars américains. Le projet rencontre plusieurs difficultés : la mise au point de l'instrument VIIRS se heurte à des problèmes techniques, le coût global passe à 10 milliards de dollars tandis que l'échéance recule de 2008 à 2010. Le programme tombe sous le coup de l'amendement Nunn-McCurdy et est restructuré : le nombre de satellites est réduit de 6 à 4 (EUMETSAT fournit les satellites complémentaires) tandis que le nombre d'instruments embarqués passe de 13 à 9. Malgré ces modifications le programme continue à accumuler retards et dépassements. Le coût estimé passe à 14 milliards de dollars et la mise au point de VIIRS rencontre toujours des difficultés. Finalement le programme commun est annulé en février 2010 : il est décidé que la NOAA développe de son côté deux satellites JPSS tandis que l'Armée de l'air fournit les satellites complémentaires dans le cadre du programme DWSS (en). Ce dernier est à son tour annulé en 2012 et remplacé par Weather System Follow-on Microwave (WSF-M). En octobre 2010, la réalisation du satellite NPP est maintenue pour permettre la mise au point des nouveaux instruments et assurer la continuité des mesures en attendant le lancement de la génération suivante de satellite. Le satellite est nommé d'après Verner E. Suomi, un météorologue de l'université du Wisconsin à Madison considéré comme le fondateur de la météorologie par satellite.

## Caractéristiques techniques
Le satellite Suomi NPP utilise une plate-forme BCP 2000 de son constructeur Ball Aerospace & Technologies déjà mise en œuvre pour la réalisation de sept autres satellites. Le satellite, qui a la taille d'un petit satellite, pèse environ 2 100 kg.

### Instruments scientifiques
Le satellite emporte cinq instruments qui dérivent d'instruments utilisés par les satellites Terra, Aqua, Aura, NOAA POES et DMSP :
- VIIRS (en anglais : Visible Infrared Imaging Radiometer Suite), le plus grand des instruments, est un radiomètre à 22 canaux qui fournit des images dans l'infrarouge des océans, de la glace, de l'atmosphère et des terres émergées. Les données collectées permettent d'observer les feux, la végétation, la couleur de l'océan, la température de la surface des mers et d'autres caractéristiques.
- ATMS (en anglais : Advanced Technology Microwave Sounder) est un scanner micro-ondes à 11 canaux qui fournit des profils de température et d'humidité de l'atmosphère.
- CrIS (en anglais : Cross-track Infrared Sounder) fournit comme ATMS des profils de température et d'humidité de l'atmosphère.
- OMPS (en anglais : Ozone Mapping and Profiler Suite) mesure les caractéristiques de la couche d'ozone dans la haute atmosphère.
- CERES (en anglais : Clouds and the Earth Radiant Energy System) mesure à la fois l'énergie solaire réfléchie par la Terre et la chaleur émise par notre planète. Les données permettent de déterminer le bilan thermique de la Terre.

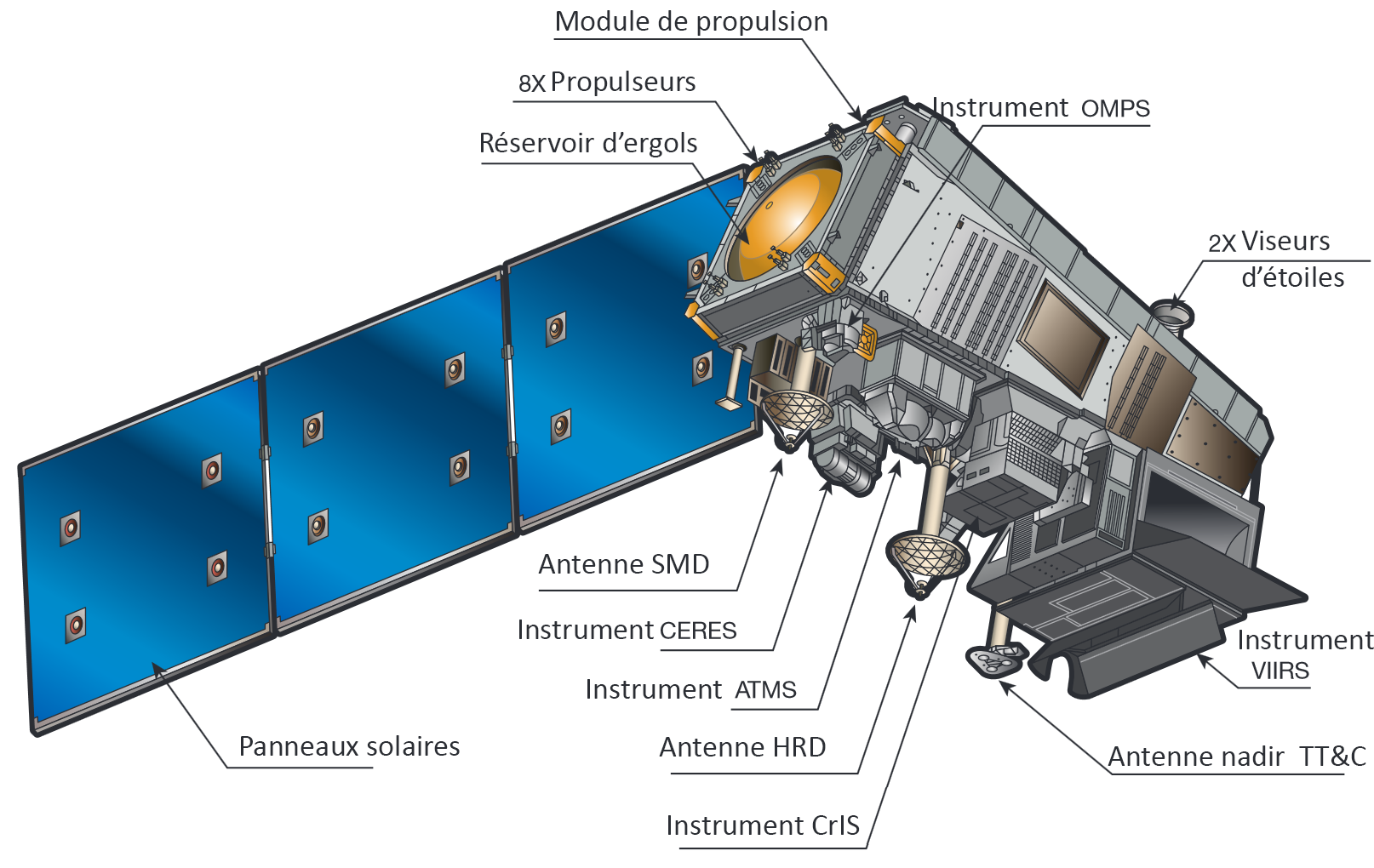
Schéma du satellite météorologique Suomi NPP.

## Déroulement de la mission
Le satellite Suomi NPP est placé en orbite le 28 octobre 2011 par un lanceur Delta II depuis la base de lancement de Vandenberg. 

## Galerie
- Vidéos de la Terre de jour et de nuit réalisées à partir d'un montage d'images prises par Suomi NPP